# Арсений (Соколов)
Игу́мен Арсе́ний (в миру Андре́й Па́влович Соколо́в; род. 25 января 1968, Шарья) — священник Русской православной церкви, библеист, переводчик. Доктор богословия (2012). Профессор кафедры библеистики и богословия Екатеринбургской духовной семинарии.

## Биография
Родился в 1968 году в городе Шарье Костромской области. С 1976 года жил и учился в городе Лесосибирске Красноярского края. В 1985—1986 годах учился в Рижском лётно-техническом училище гражданской авиации. В 1986—1988 годах служил в армии в военно-воздушных силах на территории Монголии.
В 1989—1992 годах учился на историческом факультете Томского государственного университета. Работал монтёром железнодорожных путей, машинистом водогрейных котлов, сторожем, кочегаром, грузчиком.
По собственному признанию: «Как и для многих молодых людей моего поколения, для меня горбачевская перестройка стала временем духовных исканий. Запрещенные книги становились доступны. Весной 1989-го мне в руки попал Новый Завет. Чтение Евангелия открыло предо мной новый, совершенно неведомый мир — мир христианской веры. Позднее произошло и знакомство с верующими, в том числе с человеком, который стал моим духовным отцом и крестителем — с отцом Геннадием Фастом из Енисейска. В 1990-м году он крестил меня в Енисее, а в 1992-м благословил принятие монашества».
В 1992 году был пострижен в монашество и рукоположён в сан иеродиакона епископом Красноярским Антонием (Черемисовым) с назначением в клир Успенского собора города Енисейска.
В 1993 году поступил на заочный сектор Московской духовной семинарии, которую окончил в 1995 году.
В 1994—1997 годах нёс миссионерское служение в учреждениях исполнения наказаний Красноярского края.
В 1996—1998 годах преподавал патрологию на Красноярских епархиальных пастырско-богословских курсах.
В 1997 году был рукоположён в сан иеромонаха епископом Красноярским Антонием (Черемисовым) и назначен председателем епархиального отдела Красноярской епархии по взаимодействию с пенитенциарными учреждениями.
В 1998 году заочно окончил Московскую духовную академию. С этого же года обучался в аспирантуре Московской духовной академии при отделе внешних церковных сношений (ОВЦС). В 1999—2000 годах по благословению председателя ОВЦС митрополита Смоленского Кирилла (Гундяева) стажировался в Папском библейском институте в Риме. В нём изучал также библейские языки.
6 октября 2001 года решением Священного синода Русской православной церкви был направлен в распоряжение епископа Корсунского Иннокентия (Васильева) для назначения настоятелем прихода Рождества Христова Московского патриархата в Мадриде (Испания). В 2001—2003 годах по поручению председателя ОВЦС митрополита Смоленского Кирилла (Гундяева) и епископа Корсунского Иннокентия (Васильева) осуществлял также организацию церковно-приходской жизни на новообразованных приходах в других крупных городах Пиренейского полуострова: Барселоне и Малаге в Испании, Лиссабоне и Порту в Португалии.
В 2003 году защитил кандидатскую диссертацию по кафедре Священного Писания Ветхого Завета на тему «Книга Иисуса Навина. Историко-экзегетический анализ» (научный руководитель — протоиерей Леонид Грилихес). Учёным советом МДА работа была рекомендована в качестве учебного пособия для студентов духовных учебных заведений.
30 июля 2003 года решением Священного синода Русской православной церкви был освобождён от должности настоятеля Мадридского Рождественского прихода и назначен настоятелем прихода во имя Всех Святых Московского патриархата в Лиссабоне (Португалия). Долгое время нёс служение, не только объединив вокруг себя в приходе мигрантов из стран СНГ, но и привлекая в православие португальцев. «Несколько португальцев приняли православие в нашей лиссабонской общине. Обычно это взрослые люди, состоящие в смешанных браках, где одна из сторон уже православная».
К Пасхе 2009 года патриархом Московским и всея Руси Кириллом возведён в сан игумена.
4 сентября 2012 года защитил докторскую диссертацию по кафедре библеистики Общецерковной аспирантуры и докторантуры имени святых равноапостольных Кирилла и Мефодия на тему: «Книга пророка Амоса: историко-филологическая, традиционная еврейская и святоотеческая экзегеза», за что ему была присвоена учёная степень доктор богословия. Это была первая защита докторской диссертации в ОЦАД.
26 декабря 2013 года был назначен настоятелем подворья Русской православной церкви в Бейруте, Ливан, и представителем патриарха Московского и всея Руси при патриархе Великой Антиохии и всего Востока, с освобождением от должности настоятеля Всехсвятского прихода в Лиссабоне. В 2013–2017 годах в связи с военными действиями в Сирии деятельность Представительства была перенесена в Бейрут. С начала 2018 года работа Представительства вновь возвращена в Дамаск.
С 2014 года — член редколлегии библейского журнала «Скрижали», издаваемого кафедрой библеистики и богословия Минской духовной академии, постоянный автор данного журнала, переводчик ряда статей, опубликованных в «Скрижалях».
23 октября 2014 года решением Священного синода включён в состав Межсоборного присутствия. 16 апреля 2016 года решением Священного Синода исключён из состава Межсоборного присутствия.
С 2017 года — профессор Общецерковной аспирантуры и докторантуры.
7 марта 2018 года решением Священного синода Русской православной церкви освобождён от должности настоятеля Ливанского подворья Русской православной церкви в Бейруте, с выражением благодарности за понесённые труды.
В 2018 году принят в Союз писателей России.
23 сентября 2020 года Ученый совет Минской духовной академии на заседании принял решение о присвоении игумену Арсению (Соколову) звания «Почетный доктор Минской духовной академии».
27 мая 2022 года решением Священного Синода РПЦ освобождён от должности Представителя Патриарха Московского и всея Руси при Патриархе Великой Антиохии и всего Востока с выражением благодарности за понесенные труды
24 августа 2023 года решением Священного Синода РПЦ выведен из состава Синодальной библейско-богословской комиссии.

## Награды
- Орден Дружбы (3 октября 2021 года) — за большой вклад в развитие международных и межконфессиональных отношений, многолетнюю добросовестную работу[18].
- Почётная грамота Правительственной комиссии по делам соотечественников за рубежом (2008)[19].

## Публикации
статьи
- Задачи библейского богословия // Миссионерский листок: газета миссионерского отдела Красноярско-Енисейской епархии. 1998. — № 3.
- Исторический контекст книги пророка Амоса // Церковь и время. 2003. — № 3 (24). — С. 92—103
- Книга Иисуса Навина. Историко-экзегетический анализ // Альфа и Омега. 2003. — № 2 (36). — С. 17—34; 2003. — № 3 (37). — С. 13-32; 2004. — № 1 (39) — С. 27—41
- Пастух из Фекои // Церковь и время. 2005. — N 3 (32). — С. 143—151
- Книга пророка Амоса как литературное произведение // Церковь и время. 2005. — N 4 (33). — С. 43-66
- Иисуса Навина Книга // Православная энциклопедия. — М., 2009. — Т. XXI : Иверская икона Божией матери — Икиматарий. — С. 713-731. — 39 000 экз. — ISBN 978-5-89572-038-7. (часть статьи)
- Пророчества против язычников в книге пророка Амоса // Церковь и время. 2010. — № 1 (50). — С. 100—146.
- Книга пророка Амоса, 2:6-16. Комментарий // Альфа и Омега. 2011. — № 2 (61). — С. 17-44
- Книга пророка Амоса : Историко-филологическая, традиционная еврейская и святоотеческая экзегеза // Альфа и Омега. 2012. — № 1 (63) — С. 79—112
- Единство Книги Двенадцати пророков // Страницы: богословие, культура, образование. — 2012. — т.16. — № 1. — С. 3-12
- «День Господень» — свет или тьма : о чем говорит пророк Амос в Библии // Журнал Московской Патриархии: Издательский Совет Русской Православной Церкви, 2012. — № 10. — С. 76-80
- Верить свидетельству других // Свидетельство: Традиции, формы, имена / сост. К. Б. Сигов. — Киев : Дух i лiтера, 2013. — 624 с. — С. 114—206
- Слово Божие — реальность, созидающая церковную общину // Церковь и время: научно-богословский и церковно-общественный журнал. — 2013. — № 2 (63). — С. 96-108.
- Библейские основы епископского служения // Церковь и время. 2013. — № 4 (65). — С.171-183.
- Как звучат пророческие речи // Страницы: богословие, культура, образование. — 2013. — т. 17 — № 3. — С. 323—327
- Восстановление давидова царства: комментарий к Книге пророка Амоса, 9:11-15 // СКРИЖАЛИ. — 2013. — Выпуск 5. — (Серия «Ветхозаветные исследования»). — С. 79-98.
- Странный брак, необычные дети : Комментарий к Книге пророка Осии // Церковь и время: научно-богословский и церковно-общественный журнал. 2014. — № 4 (69). — С. 80-114.
- Жанровое многообразие пророческих текстов // Страницы: богословие, культура, образование. — М. : Издательство ББИ, 2014. — т.18 — № 2. — С. 163—179
- Последние цари Израиля // СКРИЖАЛИ. — 2014. — Выпуск 8. — (Серия «Ветхозаветные исследования»). — С. 61-82.
- Общение и Евхаристия // Церковь и время. 2015. LXXI — N 2 (71). — С. 103—115
- Расторгнутый и восстановленный завет. Комментарий к Книге пророка Осии, 2:2-23 // Церковь и время. 2015. LXXII. — № 3 (72). — С. 61-113
- Мессианско-эсхатологические пассажи в Книге пророка Осии и их интерпретация в LXX и в Таргуме Йонатана // Страницы. 2015. — т. 19. — № 3. — С. 327—336
- Комментарий к книге пророка Осии 3:1-5 // СКРИЖАЛИ. — 2015. — Выпуск 10. — (Серия «Ветхозаветные исследования»). — С. 16-31.
- Критика культа у пророка Осии. Богословско-исторический комментарий к Ос 4:11-19 // Страницы. 2016. — т. 20. — N 2 — С. 183—200
- Супружеская метафора в пророческой литературе // Церковь и время. 2016. LXXVI. — № 3 (76). — С. 103—114
- Притчи о милосердии в 15-й главе Евангелия от Луки // Церковь и время. 2016. LXXV. — № 2 (75). — С. 83-92
- Ос 4:1-3 как «программное введение» в Ос 4-11 // СКРИЖАЛИ. — 2016. — Выпуск 11. — (Серия «Ветхозаветные исследования»). — С. 76-87.
- Большие надежды. Временное правительство и русская церковь // Журнал Московской патриархии. 2017. — № 4. — С. 64-69 (в соавторстве со священником Илиёй Соловьёвым)
- Сиро-эфраимитская война в книге пророка Осии // Ипатьевский вестник. № 5. 2017. — С. 127—144
- Политика Израильского царства в последние годы его существования // Церковь и время. 2017. LXXХI — № 4 (81). — С. 101—126
- О духовном наследии сирийских христиан // Церковь и время. 2017. LXXIХ. — N 2 (79). — С. 104—109
- Искать Бога и не найти Его. Комментарий к Ос. 5:1-7 // СКРИЖАЛИ. — 2017. — Выпуск 13. — (Серия «Ветхозаветные исследования»). — С. 92-114.
- חסד в книге пророка Осии // СКРИЖАЛИ. — 2017. — Выпуск 14. — (Серия «Ветхозаветные исследования»). — С. 15-28.
- Святой Илия. Пророк с мечом в руке // Журнал Московской патриархии. 2018. — № 8 (921). — С. 60-66
- У Антиохийской Церкви всегда был живой интерес к Русской Церкви // Журнал Московской патриархии. 2018. — № 12 (925). — С. 66-71
- «Глуп пророк, безумен человек духа». Комментарий к Ос. 9:7-9 // СКРИЖАЛИ. — 2018. — Выпуск 15. — (Серия «Новозаветные исследования»). — С. 92-109.
- Пророк Осия как «предтеча» Нового Завета // Журнал Московской патриархии. 2019. — N 3 (928). — С. 40-46
- Новая Жизнь. Комментарий к книге пророка Осии, 14:2-9 // Церковь и время. 2019. LXXХVI. — № 1 (86) — С. 79-97
- Плач об иудейских городах в Мих. 1:8-16 // Скрижали. Выпуск «Ветхозаветные исследования». 2020. — Выпуск 20. — С. 84-107.
- Пророки VIII в. до Рождества Христова и актуальность их учения для нашего времени. // bogoslov.ru, 16 июня 2022

публицистика
- Доброе слово об экзистенциализме // НГ-религии. 1999. — № 7 (30) от 14.04.1999.
- Иберийская тетрадь // Сибирские огни. 2008. — № 6. — С. 139—150
  - Иберийская тетрадь // Альфа и Омега. 2012. — № 2/3 (64/65). — С. 650—673
- Миссионерская поездка к кетам // Сибирские огни. 2009. — № 9
- О преследовании отца Геннадия Фаста // Вестник русского христианского движения. — 2010. — № 197 (II). — С. 151—155
- Graciosa: первая литургия // Татьянин день, 23 сентября 2010
- Азоры: тюрьма с видом на море? // Татьянин день, 30 сентября 2010
- Вера Авраама // Татьянин день, 22 октября 2010
- Литургия в тюрьме — песнь Ионы из чрева кита // Татьянин день, 26 ноября 2010
- Молитва на Азорских островах // Татьянин день, 16 декабря 2010
- Праздник ожидания Христа // Татьянин день, 15 апреля 2011
- «Чтобы приход стал общиной» // Татьянин день, 22 мая 2012
- Игумен Арсений Соколов: Слово Божье — реальность, созидающая церковную жизнь // Татьянин день, 20 декабря 2012
- Рождество в Португалии // Татьянин день, 5 января 2018
- Graciosa-островок // Татьянин день, 31/07/2018

книги
- Книга Иисуса Навина. — Енисейск ; Madrid : [б. и.], 2003. — 206 с.
  - Книга Иисуса Навина. — М.: Издательство Крутицкого подворья; Общество любителей церковной истории, 2005. — 208 с. — (Библейские и патрологические исследования).
  - Книга Иисуса Навина. — М. : ИД «Познание», 2017. — 270 с. — (Исследования Ветхого Завета). — ISBN 978-5-906960-15-3
- Книга пророка Амоса: Введение и комментарий. — М. : Новоспасский мужской монастырь, 2012. — 400 с.
  - Книга пророка Амоса: Введение и комментарий. — Лиссабон: Издательство Porturusso, 2012. — 400 c.
  - Книга пророка Амоса: Введение и комментарий. — СПб.: Издательский дом «Познание», 2012. — 448 с. — (Исследования Ветхого Завета). — ISBN 978-5-91173-474-9.
- Иберийская тетрадь: очерки, эссе. — Лиссабон: Porturusso, 2013. — 94 с.
  - Иберийская тетрадь = Caderno Ibérico. — Porto ; Москва : Megafin. Atlantic — Sociedale Editora, S.A., 2019. — 51 c.
- Буква и Дух: Сборник статей и докладов по библеистике. — Бейрут: Meouchy & Zakaria, 2016. — 182 с.
  - Буква и Дух. Сборник статей и докладов по библеистике. Казань, изд-во «Плутон», 2020. — 320 с. — 200 экз.
- Пророк и блудница : Комментарий к 1-3 главам Книги пророка Осии. — М. : Издательство ББИ, 2016. — X, 141 с. — (Современная библеистика). — ISBN 978-5-89647-352-7
- Книга пророка Осии: Комментарий. — М. : Издательский дом «Познание», 2019. — 934 с. — (Исследования Ветхого Завета). — ISBN 978-5-906960-75-7
- Книга пророка Софонии: перевод и комментарий. Дамаск: Представительство РПЦ в Дамаске, 2021. — 52 с. -
- Книга пророка Михея: перевод и комментарий. Минск : Изд-во Минской духовной академии, 2021. — 248 с. — (Монографии по библеистике, № 5).

переводы
- Энцо Бьянки. Оптина пустынь и русское старчество // Церковь и время. 2002. — № 21
- Энцо Бьянки. Богословие красоты // Церковь и время. 2005. — № 33.
- Божья любовь в псалмах. — М. : Издательство ББИ, 2014. — IХ, 92 с. ; 17 см. — (Современная библеистика). — Пер. изд. : L’amore di Dio nei Salmi / A. Mello. — 2005. — ISBN 978-5-89647-321-3
- Альберто Мелло. Шехина в Евангелии от Матфея // Церковь и время. 2006. — № 35.
- Энцо Бьянки. Миссия Сына продолжается в миссии Церкви // Церковь и время. 2006. — № 37
- Мелло, Альберто. Божия любовь в псалмах // Церковь и время. 2007. — № 2 (39). — С. 49—91
- Энцо, Бьянки. Преображение в Евангелии: библейско-духовная экзегеза // Церковь и время. 2007. — N 4 (41). — С. 105—116
- Бьянки, Энцо. Духовное отцовство: библейские составляющие / Э. Бьянки; пер. иером. Арсений (Соколов) // Церковь и время. 2008. — N 4 (45). — С. 19-30
- Энцо Бьянки. Отворить врата надежды // Церковь и время. 2009. — № 48.
- Энцо Бьянки. Духовная борьба: библейские составляющие // Церковь и время. 2009. — № 49.
- Энцо Бьянки. Эсхатологическое значение христианского праздника. «Церковь и время». 2010. — № 53.
- Орацио Симиан-Йофре. Богословское послание книги пророка Амоса // Страницы. 2011. — № 15:2.
- Сабино Кьяла. Исаак Ниневийский и его учение: между уединением и общением // Церковь и время. 2011. — № 54.
- Сандро-Паоло Карбоне, Джованни Рицци. Таргум книги пророка Осии // Страницы. 2011. — № 15:3.
- Адальберто Майнарди. Праздник Рождества Христова на Востоке и на Западе: исторические и богословские аспекты // Праздник: благодарение, освобождение, единение; сост. — К. Сигов. Изд-во «Дух i Лiтера», Киев, 2011.
- Адальберто Майнарди. Время святых. Время Божие и время человеческое между Востоком и Западом // Встреча с братом. Христианское предание между Востоком и Западом". Киев, 2012. — С. 17-26.
- Адальберто Майнарди. Смысл праздника // Встреча с братом. Христианское предание между Востоком и Западом. Киев, 2012. С. 286—302.
- Альберто Мелло. Раши и его экзегетический метод // Скрижали. 2013. — № 6.
- Орацио Симиан-Йофре. Амос и Осия о монархии, священстве и богослужении // Скрижали. 2015. — № 9.
- Альберто Мелло, «Божья любовь в Псалмах» (Москва, изд-во ББИ, 2014).
- Альберто Мелло, «Кто такие пророки? Грамматика пророчества» (Москва, изд-во ББИ, 2015).
- Альберто Мелло, «Страсти пророков» (Москва, изд-во ББИ, 2016).
- Книга пророка Михея: авторский перевод // Ипатьевский вестник. 2020. — № 1 (9). — С. 11-21
- Книга пророка Софонии. Перевод с древнееврейского // Скрижали. 2021. — Выпуск 21. — С. 8-17.

интервью
- «Португалия — страна с очень древней церковной историей». Беседа с игуменом Арсением (Соколовым), настоятелем Всехсвятского прихода Московского Патриархата в Лиссабоне (Португалия) // pravoslavie.ru, 16 октября 2009
- Пророки всегда актуальны // orthedu.ru, 27.01.2012
- Представитель Патриарха Московского и всея Руси при Патриархе Великой Антиохии и всего Востока Игумен Арсений (Соколов) // russia-now.com, 25 февраля 2016
- «Православие на Ближнем Востоке». Светлый вечер с игум. Арсением (Соколовым) (24.11.2017) // radiovera.ru, 24 ноября 2017
- «Православие в Португалии». Светлый вечер с игум. Арсением (Соколовым) (01.06.2018) // radiovera.ru, 1 июня 2018
- «Исследование Ветхого Завета». Светлый вечер с архим. Сергием (Акимовым), игум. Арсением (Соколовым) (15.06.2018) // radiovera.ru, 15 июня 2018
- «Зачем современному человеку читать Ветхий Завет?» Светлый вечер сигум. Арсением (Соколовым) (22.08.2018) // radiovera.ru, 22 августа 2018
- «Ветхий Завет о Христе». Светлый вечер с игум. Арсением (Соколовым) (28.12.2018) // radiovera.ru, 28 декаюбря 2018
- «Пророк Осия и его пророчества. Вопросы неофита». Игумен Арсений (Соколов) // radiovera.ru, 12 августа 2019
- Игумен Арсений (Соколов): Книги мудрых Израиля — это земля, а книги пророков — это Небо // e-vestnik.ru, 4 сентября 2019